# Totenkarspitze
La Totenkarspitze est une montagne qui s’élève à 3 133 m d’altitude dans les Hohe Tauern, en Autriche.